# أنطونيلا روجيرو
أنطونيلا روجيرو هي مغنية إيطالية ، ولدت يوم 15 نوفمبر 1952 في جنوة .

## سيرة شخصية
كانت مغنية في فرقة ماتيا بازار التي حققت نجاحًا بلقب تي سنتو عام 1986 . تركت الفرقة في عام 1989 ثم تابعت مهنة منفردة. بعد سبع سنوات من الغياب، أصدرت أول ألبوم منفرد ليبرا .

## ديسكغرافيا
- ليبرا (1996)
- التسجيل الحديث (1998)
- سوسبيسا (1999)
- لونا كريسنت (2001)
- أنطونيلا روجيرو (2003)
- ساكرامونيا لايف - إل فياجيو (2004، دي في دي أيضًا)
- عصابة كبيرة! (2005)
- لابيتودين ديلا لوس (2006)
- سترالوناتو ريسيتال (2006، مباشر)
- ذاكرة إيطاليا (2007)
- جينوفا، لا سوبيربا (2007)
- بومودورو جينيتيكو (2008، دي في دي أيضًا)
- جانتا فيلوتيس (2009، دي في دي أيضًا)
- تي سينتو (2009 - يضم مجموعة سكوتر )
- التانغو المعاصر (2010، مباشر)
- أحتفل بمولدي (2010)
- ايل ميجليو دي أنطونيلا روجيرو (2012)
- المستحيل مؤكد (2014)
- كاتيدرالي (2015)
- قداس إليترونيكو (مع كونيجليوفيولا) (2015)
- الحياة المستحيلة ديلي كانزوني (2016)